# Masters de Canadá 1982
El Abierto de Canadá 1982 (también conocido como 1982 Player's Canadian Open por razones de patrocinio) fue un torneo de tenis jugado sobre pista dura. Fue la edición número 93 de este torneo. El torneo masculino formó parte del circuito ATP. La versión masculina se celebró entre el 9 de agosto y el 15 de agosto de 1982.

## Campeones

### Individuales masculinos
Vitas Gerulaitis vence a  Ivan Lendl, 4–6, 6–1, 6–3.

### Dobles masculinos
Steve Denton /  Mark Edmondson vencen a  Peter Fleming /  John McEnroe, 6–7, 7–5, 6–2.

### Individuales femeninos
Martina Navratilova vence a  Andrea Jaeger, 6–3, 7–5.

### Dobles femeninos
Martina Navratilova /  Candy Reynolds vencen a  Barbara Potter /  Sharon Walsh, 6–4, 6–4.
| Predecesor: Canadá 1981 | Masters de Canadá 1982 | Sucesor: Canadá 1983 |